# Truffe d'Australie
La truffe d’Australie désigne principalement des truffes noires (Tuber melanosporum) cultivées en Australie depuis la fin des années 1990. L’Australie est aujourd’hui le premier producteur de truffes de l’hémisphère sud et un acteur important de l’approvisionnement hors saison des marchés européens et asiatiques,.

## Historique
La culture des truffes noires a débuté à la fin des années 1990, notamment en Tasmanie, en Western Australia et en Nouvelle-Galles du Sud, avec des plants mycorhizés importés d’Europe.  La première commercialisation date de 1999 dans la région de Manjimup (Western Australia).

## Production
En 2019, la production australienne était estimée à 20 tonnes, dont environ 90 % exportées vers l’Europe et l’Asie.  Les principales régions productrices sont :
- Manjimup et Pemberton (Western Australia),
- Tasmanie,
- Nouvelle-Galles du Sud (région des Southern Highlands).

La production australienne est connue pour quelques découvertes remarquables, dont des spécimens particulièrement gros. En 2016, une truffe de 1,5 kg a été déterrée en Nouvelle-Galles du Sud, et en 2020, la plus grosse truffe jamais découverte sur le continent australien pesait 1,172 kg.

## Saison et particularités
La récolte australienne se fait de juin à août, saison hivernale dans l’hémisphère sud, complémentaire des saisons européennes.  Les truffières utilisent majoritairement des plants mycorhizés, principalement de chêne vert.

## Qualités gastronomiques
Les truffes australiennes sont génétiquement identiques à celles du Périgord. Leur parfum puissant est apprécié, et elles sont de plus en plus utilisées par les chefs étoilés.

## Perspectives
Le secteur est en expansion, porté par un marché local en croissance et des exportations en hausse. De nouvelles plantations ont vu le jour dans le sud du pays et la production progresse chaque année.